# Диего Родригес Порселос
Дие́го Родри́гес Порсе́лос (исп. Diego Rodrígues Porcelos, лат. Didaco; умер 31 января 885) — граф Кастилии (873—885).

## Биография

### Ранние годы
Диего был единственным сыном первого правителя Кастильского графства Родриго. Предполагается, что своё прозвище — Порселос — он получил по монастырю Сан-Мильян-де-Порселос.
Первое упоминание о Диего в дошедших до нашего времени исторических источниках относится к 15 марта 863 года. Эта дата указана в подписанной им дарственной хартии монастырю Сан-Фелисес-де-Ока, сохранившейся в сделанной значительно позднее копии. В ней Диего уже назван графом Кастилии, однако историки считают, что датировка этого документа, хотя и достоверно отражающего текст своего протографа, содержит признаки позднейшего редактирования, сделанного с целью отнести основание монастыря Святой Фелиции к более раннему времени. Аналогичные сомнения относятся и к другим документам из архива монастыря Сан-Фелисес-де-Ока (864, 869 и 871 годы), в которых упоминается имя графа Диего.

### Получение Кастильского графства
Диего Порселос стал графом Кастилии в 873 году, унаследовав его после смерти своего отца Родриго. Переход Кастилии к Диего стал первым в истории Астурийского королевства наследованием графства по праву кровного родства. Вероятно, этот факт был призван подчеркнуть и титул, который новый кастильский правитель использовал в подписанных им хартиях: «Диего, граф Кастилии милостью Божией».
Предполагается, что также как и его отец, Диего Порселос стал одним из ближайших сподвижников короля Астурии Альфонсо III Великого. В 870-х годах христиане не вели крупных военных действий против Кордовского эмирата, ограничиваясь периодической поддержкой мятежников, бунтовавших против эмира Мухаммада I. Поэтому испано-мусульманские авторы, наиболее подробно освещавшие историю Пиренейского полуострова VIII—X веков, почти ничего не сообщают о событиях в Кастильском графстве в это время. Достоверные известия имеются только о последних годах правления графа Диего.

### Участие в Реконкисте

#### События 882—883 годов
В начале 880-х годов возобновились военные вторжения мавров в земли Астурийского королевства. Это было связано с поддержкой, которую оказал король Альфонсо III мятежникам из муваладской семьи Бану Каси, владевшим обширными территориями на границе с христианскими землями. В 882 году эмир Мухаммад I совершил поход против главы мятежников, вали Толедо Мухаммада I ибн Лубба, и вынудил его покориться своей власти. После этого, согласно сообщению «Продолжения „Хроники Альбельды“», войско мусульман, возглавляемое обоими Мухаммадами, вторглось в принадлежавшую Астурии Алаву, но здешний граф Вела Хименес смог отразить их нападение на свою крепость Сельориго. Также успешно была отбита попытка мавров взять штурмом крепость в Панкорбо, которую защищал Диего Порселос. Однако нападение войска мусульман на ещё недостроенные кастильские укрепления вдоль Арлансона завершилось успехом: несколько крепостей (включая Кастрохерис) были разрушены.
С этого времени Мухаммад I ибн Лубб, получивший от эмира Кордовы за проявленную им в походе верность, кроме Толедо, также Вальтьерру, Сарагосу и Туделу, стал главным противником Астурийского королевства. В 883 году войско алавцев и кастильцев совершило нападение на владения Мухаммада ибн Лубба, который в ответ вновь разорил земли Алавы и Кастилии.

#### Расширение графства Кастилия
Однако войны с маврами не привели к прекращению расширения Кастильского графства на юг. Этому способствовало и отвлечение сил Мухаммада I ибн Лубба на борьбу с эмиром Кордовы, против которого глава Бану Каси снова восстал в 883 году. По сообщениям испано-христианских хроник, в 882 или в 884 году Диего Порселосом, по приказу короля Альфонсо III, был заселён Бургос, при его преемниках ставший столицей Кастилии. Это событие нашло отражение не только во всех кастильских анналах, но и в некоторых астуро-леонских источниках. Позднейшие историки интерпретировали сообщение о заселении Бургоса как свидетельство о его основании, хотя, вероятно, поселение на месте этого города существовало и в более раннее время (возможно, ещё при вестготах).
Хроники также сообщают, что в 884 году граф Диего основал Убьерну и вновь заселил Кастрохерис. Выданные графом Диего хартии монастырю Сан-Фелисес-де-Ока свидетельствуют, что и земли вокруг современной Вильяфранка-Монтес-де-Оки также вошли во владения правителя Кастилии. Здесь при поддержке графа было восстановлено епископство, прекратившее своё существование после арабского завоевания Пиренейского полуострова.
Диего Порселоса считают и основателем города Вильядьего, названного в его честь. Предполагается, что к последним годам его правления относится и начало возведения целого ряда пограничных крепостей, впоследствии ставших основой для возникновения вокруг них нескольких кастильских городов (Кастрильо-де-ла-Веги, Торрепадре, Пампльеги и других).

### Смерть графа Диего Родригеса
Об обстоятельствах кончины Диего Родригеса известно очень мало. «Хроника Нахеры» датирует смерть графа 31 января 875 года, однако историки считают, что в тексте хроники из-за ошибки писца содержится неточность и что вместо 875 года здесь должен быть 885 год. Местом погребения Диего хроника называет селение Корнудилья. Этот же источник сообщает, что граф Кастилии умер насильственной смертью (погиб или был убит), но не приводит никаких дополнительных сведений. Историки предполагают, что кончина Диего Порселоса могла быть связана или с произошедшим в 884 году мятежом Фруэлы Ордоньеса, брата Альфонсо III Великого, или с мятежом, поднятым в 885 году против короля Астурии графом Эрменгильдо Пересом. Возможно, что граф Кастилии поддержал один из этих мятежей и по приказу Альфонсо III был казнён вместе со своими соучастниками.
Из-за скудности сообщений исторических источников о событиях, произошедших в Кастилии в конце IX — начале X веков, точно неизвестно, кто стал преемником Диего Порселоса. Предполагается, что в течение нескольких лет единой графской власти в Кастилии не существовало, а управление этими землями было возложено королём Альфонсо III сразу на нескольких своих вассалов. Следующим лицом, упоминаемым как «граф Кастилии», был Муньо Нуньес, титулованный так в одной из хартий 899 года.

### Семья
Имя жены графа Диего Порселоса неизвестно. Детьми от этого брака были:
- Родриго Диас Аболмондар Албо (умер после 930)
- Гонсало Диас (умер после 2 февраля 921)
- Марсело Диас
- Диего Диас (умер около 945)
- Фернандо Диас[англ.] (умер после 1 мая 932) — граф Лантарона и Сересо
- Гутина Диас — замужем за Фернандо Муньесом Нигером
- Асура — замужем за Нуньо Ордоньесом (умер около 870), сыном короля Астурии Ордоньо I
- Гомес Диас (умер после 1 мая 932)